# Fringilla coelebs palmae
El pinzón palmero (Fringilla coelebs palmae) es una subespecie del pinzón común endémica de la isla de La Palma, en Canarias.

## Taxonomía

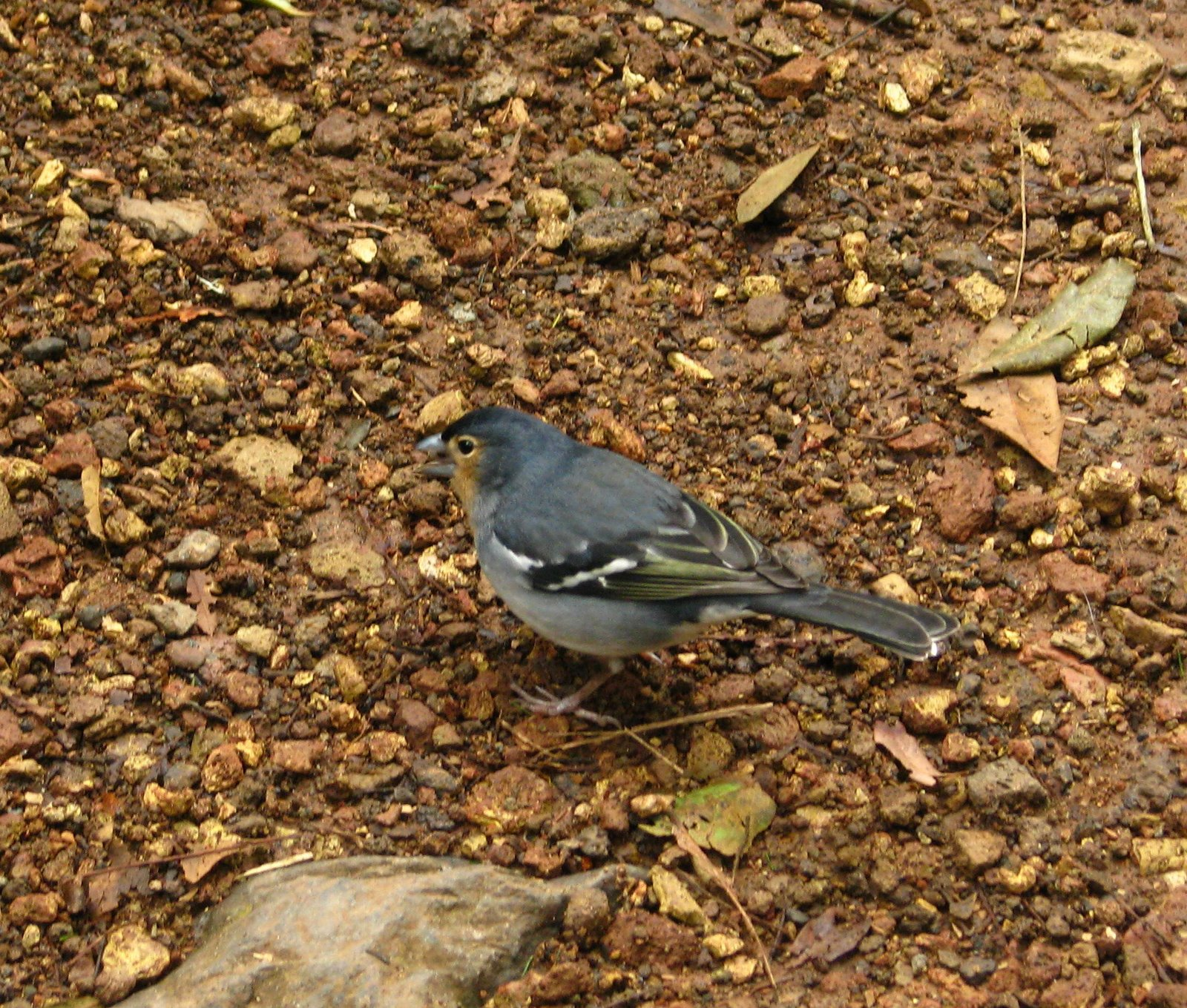
Ejemplar buscando alimento en el suelo.

Tradicionalmente se reconocen tres subespecies de Fringilla coelebs endémicas de las islas Canarias:  F. c. palmae presente en la isla de La Palma, F. c. ombriosa en la isla de El Hierro, ambas en el oeste del archipiélago, y F. c. canariensis que se extendería por La Gomera, Tenerife y Gran Canaria, aunque estudios genéticos de 2009 indican que la forma presente en Gran Canaria presenta diversidad suficiente como para considerarse una subespecie aparte. En Macaronesia existen otras subespecies próximas como F. c. moreletti presente en Azores y F. c. maderensis de Madeira.

## Descripción
Mide de 16 a 18 cm de largo. Como el resto de subespecies de pinzón común de Canarias el plumaje de sus partes superiores es principalmente de color azul grisáceo y sus alas son negras con franjas blancas. A diferencia de las otras subespecies canarias el pinzón palmero no presenta el obispillo verde. Sus partes inferiores son principalmente blancas, con la mitad inferior del rostro, la garganta y parte superior del pecho amarillentas.

## Hábitat
Está ligado a los bosques, particularmente a los pinares de pino canario, tanto puros como mixtos.